# Síndrome de Klinefelter
A Síndrome de Klinefelter (SK) consiste num grupo de anomalias cromossômicas nas quais encontra-se dois ou mais cromossomos X em machos. A síndrome, resultante de uma deficiência genética com o cariótipo 47,XXY, é uma das principais causas de esterilidade no sexo masculino. As alterações decorrentes dessa condição são tardias e só se tornam evidentes após a puberdade.  Os indivíduos afetados apresentam na maioria das vezes um quadro clínico caracterizado por hipogonadismo hipergonadotrófico, azoospermia, atrofia testicular de consistência firme, hipodesenvolvimento dos caracteres sexuais secundários e ginecomastia. A inteligência dos indivíduos afetados é geralmente normal. Entretanto, dificuldades de leitura e distúrbios da fala são bastante comuns. Estes sintomas podem ser agravados se a aneuploidia apresentar três ou mais cromossomos X.
A síndrome de Klinefelter ocorre geralmente de forma aleatória, mas gestantes idosas podem ter um risco ligeiramente aumentado de ter filhos com a anomalia, que não é herdada dos genitores. A síndrome é diagnosticada pelo teste genético conhecido como cariótipo.
Embora não exista cura para esta condição, uma série de tratamentos podem ser utilizados com eficácia, como fisioterapia, fonoaudiologia e acompanhamento terapêutico. Indivíduos com níveis significativamente baixos de testosterona podem recorrer à reposição hormonal e aqueles com ginecomastia podem submeter-se a procedimentos cirúrgicos, como a adenomastectomia, lipoaspiração a laser e lipólise a laser. Cerca de metade dos homens afetados pode submeter-se a tratamento de reprodução assistida na tentativa de poder gerar filhos. No entanto, esse procedimento tem um custo financeiro alto e envolve riscos. Homens com a síndrome parecem ter risco aumentado de desenvolver câncer de mama em relação aos demais, mas menor que as mulheres. Os afetados tem uma expectativa de vida quase normal.
A síndrome de Klinefelter é uma das desordens cromossômicas mais comuns, ocorrendo em 1:500 até 1:1000 nascidos vivos do sexo masculino. A causa genética da síndrome foi descoberta em 1959, por P. A. Jacobs e J. A. Strong, tendo sido descrita pela primeira vez por Harry Klinefelter em 1942.

## Causa
O espermatozoide ou óvulo podem ser formados com cromossomo(s) extra(s), deixando outro espermatozoide com um cromossomo(s) a menos.
Alguns homens com síndrome de Klinefelter são mosaicos genéticos, o que significa que algumas células têm um cromossomo X extra e outras células não. Nesse caso o cromossomo extra ocorreu durante a divisão inicial dos cromossomos no zigoto logo após a fertilização. Alguns mosaicos são férteis. Os cromossomos X extras causam mau funcionamento testicular levando a deficiência na produção de testosterona, mau funcionamento cognitivo e social, além de aumentar o risco de doenças como câncer de mama e doenças endócrinas. 

## Sinais e sintomas
Atraso no desenvolvimento da linguagem (51%), atraso no desenvolvimento das funções motoras (27%) e problemas escolares (50%) são complicações no desenvolvimento dessas crianças. Em alguns estudos estão descritos sintomas de problemas psiquiátricos, como comportamento antissocial. Cerca de metade tem uma boa adaptação, social e no trabalho, enquanto a outra metade possui sérias dificuldades para se socializar. Mais cromossomos X causam sintomas mais importantes.
Outra complicação é a deficiência auditiva. No entanto, não está descrito um aumento da frequência de infecções respiratórias na infância, como acontece no caso de doenças autoimunes (como diabetes mellitus ou doenças do colágeno). 

## Diagnóstico
Só cerca de 10% dos casos de Klinefelter são encontrados por diagnóstico pré-natal. Por isso os primeiros sinais clínicos podem aparecer na infância ou, com mais frequência, durante a puberdade, como a falta de caracteres sexuais secundários e a observação de espermatogênese, enquanto alta estatura, como um sintoma, pode ser difícil de diagnosticar na puberdade. Apesar da presença de testículos pequenos, apenas um quarto dos homens afetados são reconhecidos como tendo a Síndrome de Klinefelter na puberdade, e 25% receberam o diagnóstico em idade adulta tardia: os indivíduos afetados, cerca de 64%, não são reconhecidos como tal. Muitas vezes, o diagnóstico é feito acidentalmente como resultado de exames e consultas médicas, por razões não relacionadas com a doença. 

## Tratamento e prevenção das complicações

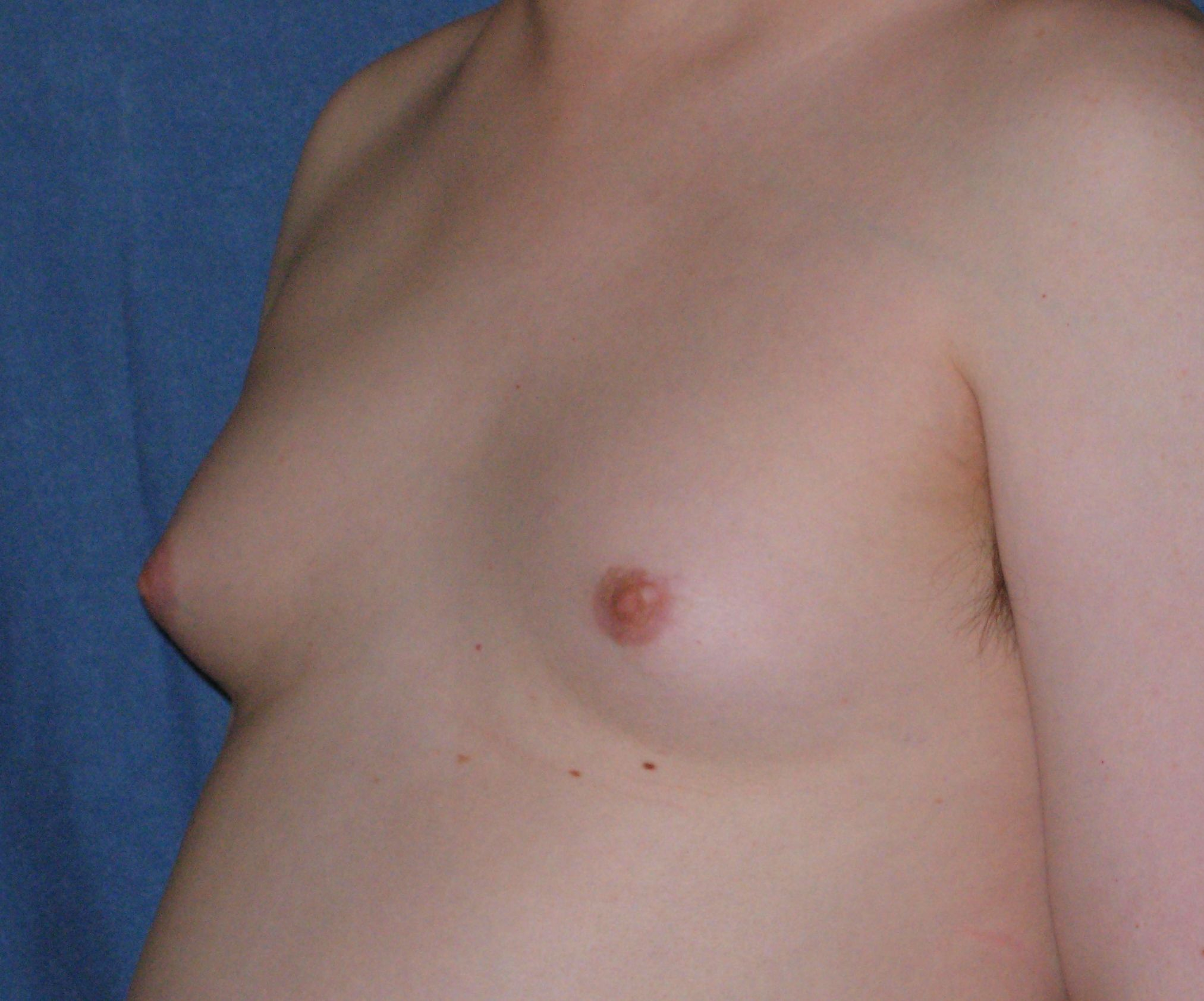
Tecido mamário em homem com a Síndrome de Klinefelter.

Esta síndrome raramente é diagnosticada no recém-nascido face à ausência de sinais específicos. O diagnóstico precoce permite a intervenção antecipada, seja ela psicológica ou farmacológica. O rastreio de problemas visuais e auditivos, assim como a avaliação do desenvolvimento, devem ser realizados periodicamente. As anomalias constatadas devem ser seguidas em consultas de especialidade.
Muitas vezes detecta-se a anomalia apenas quando problemas comportamentais, desenvolvimento pubertal anômalo ou infertilidade aparecem. A puberdade apresenta problemas particulares secundários aos problemas genitais já referidos. Para uma melhor resposta, o tratamento com testosterona deve ser iniciado aos 11-12 anos de idade. Está demonstrada a sua eficácia numa porcentagem importante dos indivíduos, tanto em aspectos psicossociais como físicos. Por estes motivos, estas crianças e adultos jovens devem ser acompanhados numa consulta de endocrinologia.
Esta anomalia genética está associada à idade materna avançada. Num casal com um filho com a síndrome de Klinefelter, o risco de recorrência é igual ou inferior a 1%. O estudo familiar é habitualmente desnecessário, salvo em raras situações. Nem sempre a infertilidade é a regra. Caso se encontrem indivíduos férteis, deve ser oferecido o diagnóstico pré-natal a fim de excluir alterações cromossômicas uma vez que existe um risco acrescido da mesma.

## Diretrizes
Em setembro de 2020, a Academia Europeia de Andrologia publicou diretrizes para a síndrome de Klinefelter pela primeira vez.

## História
Em 2022, uma equipa internacional, liderada por cientistas portugueses, identificou um caso num homem que viveu em Bragança há mil anos em Castro de Avelãs, durante o período medieval. A investigação, constituída por especialistas em genética, estatística, arqueologia e antropologia, incidiu sobre um esqueleto do século XI, encontrado em 2012 no sítio arqueológico de Torre Velha, em Castro de Avelãs.
O estudo passou pela recolha de ADN do esqueleto numa primeira etapa. Depois, esse material genético foi recuperado no laboratório especializado do Centro Australiano para o ADN, na Universidade de Adelaide, na Austrália. 
Após a confirmação dos resultados genéticos, uma equipa de antropólogos da Universidade de Coimbra encontrou provas morfológicas no esqueleto compatíveis com Klinefelter, em particular a elevada estatura e o diâmetro da anca alargado. Por outro lado, a equipa não detetou indícios de osteoporose, que afeta cerca de 40% dos indivíduos com síndrome de Klinefelter.